# Aleksander Solli
Aleksander Solli (Førde, 16 marzo 1990) è un ex calciatore norvegese, di ruolo difensore.

## Caratteristiche tecniche
Martin Andresen ha elogiato le sue qualità tecniche ed il suo piede, paragonandolo a Stefan Strandberg.

## Carriera

### Club

#### Vadmyra e Fyllingen
Solli ha iniziato la carriera con la maglia del Vadmyra e ha vestito poi la casacca del Fyllingen a partire dal 2007, quando si è trasferito in squadra in prestito.

#### Løv-Ham
Solli è arrivato al Løv-Ham per il campionato 2008. Ha debuttato nella 1. divisjon il 29 giugno 2008, sostituendo Knut Walde nella vittoria per 3-2 sull'Haugesund. Il 17 agosto dello stesso anno, ha segnato una rete nel pareggio casalingo per 1-1 contro l'Hødd. Nello stesso mese, si è allenato con gli inglesi del Newcastle United, ricevendo i complimenti dello staff tecnico. Il club non gli ha offerto però alcun contratto.
Al termine della stagione 2010, il calciatore ha sostenuto un provino per il Brann.

#### Vålerenga
Il 6 gennaio 2011 è stato reso noto il suo trasferimento al Vålerenga. È stato presentato alla stampa assieme agli altri nuovi acquisti Sidoine Oussou e Fredrik Stoor. Passato alla nuova squadra a parametro zero, ha firmato un contratto dalla durata biennale. Con questa squadra ha potuto esordire nell'Eliteserien, quando è subentrato a Bojan Zajić nel successo per 0-1 contro il Sogndal, in data 29 maggio 2011.

#### Hønefoss
A partire dal 5 febbraio 2013, ha cominciato ad allenarsi con l'Hønefoss. Il 18 febbraio successivo, il club ha deciso di metterlo sotto contratto, con il Vålerenga che lo ha liberato a titolo gratuito. Il 1º febbraio 2014 è stato nominato capitano. È stato confermato in questa veste anche per l'anno successivo.

#### Viking
Il 14 agosto 2015 ha firmato ufficialmente un contratto valido fino al termine della stagione con il Viking. Ha debuttato con questa maglia il 23 agosto, sostituendo Makhtar Thioune nella sconfitta per 1-0 arrivata sul campo dell'Odd.

#### Raufoss
Svincolato, in data 30 marzo 2016 si è accordato con il Raufoss, compagine neopromossa in 1. divisjon. Il 3 aprile ha giocato allora la prima partita in squadra, schierato titolare nel pareggio a reti inviolate contro il KFUM Oslo. Il 24 aprile ha segnato la prima rete con questa maglia, nella sconfitta per 2-1 sul campo del Kristiansund. Rimasto in squadra fino al mese di agosto 2016, ha totalizzato 14 presenze e una rete.

#### Asker
Il 17 agosto 2016, Solli ha firmato un contratto con l'Asker, in 2. divisjon. Il 17 gennaio 2017 ha prolungato l'accordo con l'Asker per un'ulteriore stagione.

#### Åsane
Il 17 gennaio 2018, l'Åsane ha reso noto l'ingaggio di Solli.

### Nazionale
Solli ha giocato 13 partite per le Nazionali giovanili norvegesi, distribuite tra Under-17, Under-18 e Under-19.

## Statistiche

### Presenze e reti nei club
Statistiche aggiornate al 17 gennaio 2018.
| Stagione         | Club             | Campionato       | Campionato | Campionato | Coppe nazionali | Coppe nazionali | Coppe nazionali | Coppe continentali | Coppe continentali | Coppe continentali | Supercoppe | Supercoppe | Supercoppe | Totale | Totale |
| Stagione         | Club             | Comp             | Pres       | Reti       | Comp            | Pres            | Reti            | Comp               | Pres               | Reti               | Comp       | Pres       | Reti       | Pres   | Reti   |
| ---------------- | ---------------- | ---------------- | ---------- | ---------- | --------------- | --------------- | --------------- | ------------------ | ------------------ | ------------------ | ---------- | ---------- | ---------- | ------ | ------ |
| 2008             | Løv-Ham          | 1D               | 18         | 2          | CN              | 1               | 1               | -                  | -                  | -                  | -          | -          | -          | 19     | 3      |
| 2009             | Løv-Ham          | 1D               | 3          | 0          | CN              | 0               | 0               | -                  | -                  | -                  | -          | -          | -          | 3      | 0      |
| 2010             | Løv-Ham          | 1D               | 17+1       | 0          | CN              | 3               | 1               | -                  | -                  | -                  | -          | -          | -          | 21     | 1      |
| Totale Løv-Ham   | Totale Løv-Ham   | Totale Løv-Ham   | 38+1       | 2+0        |                 | 4               | 2               |                    | -                  | -                  |            | -          | -          | 43     | 4      |
| 2011             | Vålerenga        | ES               | 7          | 0          | CN              | 1               | 0               | UEL                | 0                  | 0                  | -          | -          | -          | 8      | 0      |
| 2012             | Vålerenga        | ES               | 7          | 0          | CN              | 0               | 0               | -                  | -                  | -                  | -          | -          | -          | 7      | 0      |
| Totale Vålerenga | Totale Vålerenga | Totale Vålerenga | 14         | 0          |                 | 1               | 0               |                    | 0                  | 0                  |            | -          | -          | 15     | 0      |
| 2013             | Hønefoss         | ES               | 29         | 5          | CN              | 3               | 0               | -                  | -                  | -                  | -          | -          | -          | 32     | 5      |
| 2014             | Hønefoss         | 1D               | 15         | 2          | CN              | 1               | 2               | -                  | -                  | -                  | -          | -          | -          | 16     | 4      |
| gen.-ago. 2015   | Hønefoss         | 1D               | 13         | 0          | CN              | 0               | 0               | -                  | -                  | -                  | -          | -          | -          | 13     | 0      |
| Totale Hønefoss  | Totale Hønefoss  | Totale Hønefoss  | 57         | 7          |                 | 4               | 2               |                    | -                  | -                  |            | -          | -          | 61     | 9      |
| ago.-dic. 2015   | Viking           | ES               | 2          | 0          | CN              | 0               | 0               | -                  | -                  | -                  | -          | -          | -          | 2      | 0      |
| mar.-ago. 2016   | Raufoss          | 1D               | 14         | 1          | CN              | 0               | 0               | -                  | -                  | -                  | -          | -          | -          | 14     | 1      |
| ago.-dic. 2016   | Asker            | 2D               | 9          | 0          | CN              | -               | -               | -                  | -                  | -                  | -          | -          | -          | 9      | 0      |
| 2017             | Asker            | 2D               | 22         | 1          | CN              | 2               | 0               | -                  | -                  | -                  | -          | -          | -          | 24     | 1      |
| Totale Asker     | Totale Asker     | Totale Asker     | 31         | 1          |                 | 2               | 0               |                    | -                  | -                  |            | -          | -          | 33     | 1      |
| 2018             | Åsane            | 1D               | 0          | 0          | CN              | 0               | 0               | -                  | -                  | -                  | -          | -          | -          | 0      | 0      |
| Totale           | Totale           | Totale           | 142+1      | 10+0       |                 | 11              | 4               |                    | 0                  | 0                  |            | -          | -          | 154    | 14     |